# Unie Korun
Unie Korun (anglicky Union of the Crowns) je označení pro personální unii Anglického království (a s ním spojené Irské království) a Skotského království v letech 1603 až 1707. Prvním králem této unie byl Jakub I. Stuart a posledním byla královna Anna Stuartovna, za jejíž vlády unie zanikla sloučením Anglie a Skotska v roce 1707.

## Vznik unie

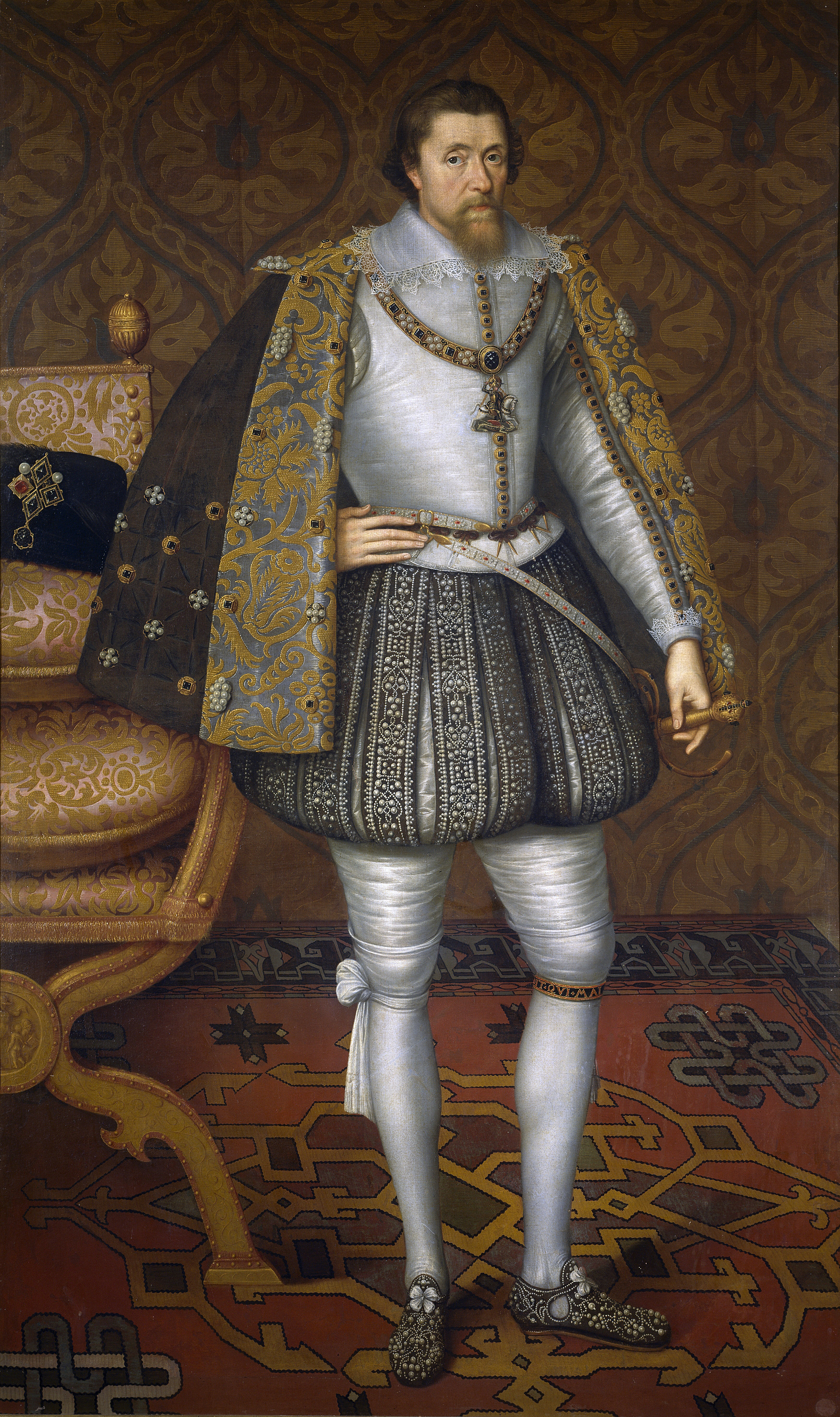
Král Jakub I. (VI.) Stuart

Poslední anglická panovnice z rodu Tudorovců královna Alžběta I. zemřela roku 1603 bez přímého následníka. Jejím nejbližším mužským protestantským příbuzným byl skotský král Jakub VI. Stuart, který se stal panovníkem Anglie jako Jakub I. a vládl tak nové unii obou království. Byl prvním králem, který panoval nad celým územím ostrova Velké Británie, i když jednotlivá království byla stále samostatná. Král Jakub I. sám často používal titul král Velké Británie.
V roce 1642 vypukla Anglická občanská válka, především jako výsledek řady sporů mezi Jakubovým synem Karlem I. a parlamentem. Porážka královského vojska parlamentaristickými silami v bitvě u Naseby v červnu 1645 fakticky zničilo panovníkovo vojsko. Na počátku roku 1647 byl Karel I. zajat parlamentaristickými silami. Podařilo se mu uniknout a konflikt pokračoval, i když byl jen krátký, protože parlament ovládal většinu země. Karel byl dopaden, odsouzen a v lednu 1649 popraven. Byla vyhlášena republika a Oliver Cromwell byl roku 1653 jmenován lordem protektorem. Po jeho smrti ho v této funkci nahradil jeho syn, ale brzy odstoupil. Monarchie byla obnovena roku 1660, poté co se král Karel II. vrátil do Londýna.
Po jeho smrti roku 1685 nastoupil na trůn jeho katolický bratr Jakub II. Stuart. Katolický panovník byl pro Angličany a jejich parlament nestravitelnou skutečností a roku 1689 byl vyzván nizozemský protestant Vilém III. Oranžský aby nahradil Jakuba II. Jakub se pokusil obnovit svou moc vojensky, ale byl roku 1690 poražen v bitvě u Boyne. V některých částech Skotska a Irska se skupiny katolíků snažily o obnovu panování Jakuba což vyústilo v sérii krvavých, ale neúspěšných povstání. Výsledkem bylo to, že jakýkoli náznak porušení věrnosti Vilémovi byl krutě potlačen. Jakobitská vzpoura pokračovala až do poloviny 18. století kdy byl roku 1746 poražen poslední katolický uchazeč o trůn, princ Karel Eduard Stuart, v bitvě u Cullodenu.

## Zánik unie a vytvoření království Velké Británie
Unie korun jak byla personální unie Anglie a Skotska nazývána zanikla v roce 1707 zákonem o sjednocení anglického a skotského království, který zrušil anglický i skotský parlament, vytvořil království Velké Británie a parlament Velké Británie.
O sto let později v roce 1800 bylo dalším Zákonem o sjednocení formálně přičleno ke království Velké Británie Irské království. Tím bylo 1. ledna 1801 vytvořeno Spojené království Velké Británie a Irska, jehož hlavním městem se stal Londýn.

## Státní symbolika

znaky a symboly unie:
Skotské království v unii
království Anglie a Irska v unii
Tudorovská růže a skotský bodlák představující unii

vlajky:
Skotské království
Anglické království (oficiální od 1606)
unijní vlajka ve Skotsku
unijní vlajka v Anglii (od roku 1606)
královská standarta

znaky jednotlivých království:
Skotské království
Anglické království
Irské království